# خارج از دید (فیلم ۱۹۶۶)
«خارج از دید» (انگلیسی: Out of Sight) فیلمی در ژانر موزیکال و جاسوسی است که در سال ۱۹۶۶ منتشر شد.